# Feuerschwamm (Feuermittel)

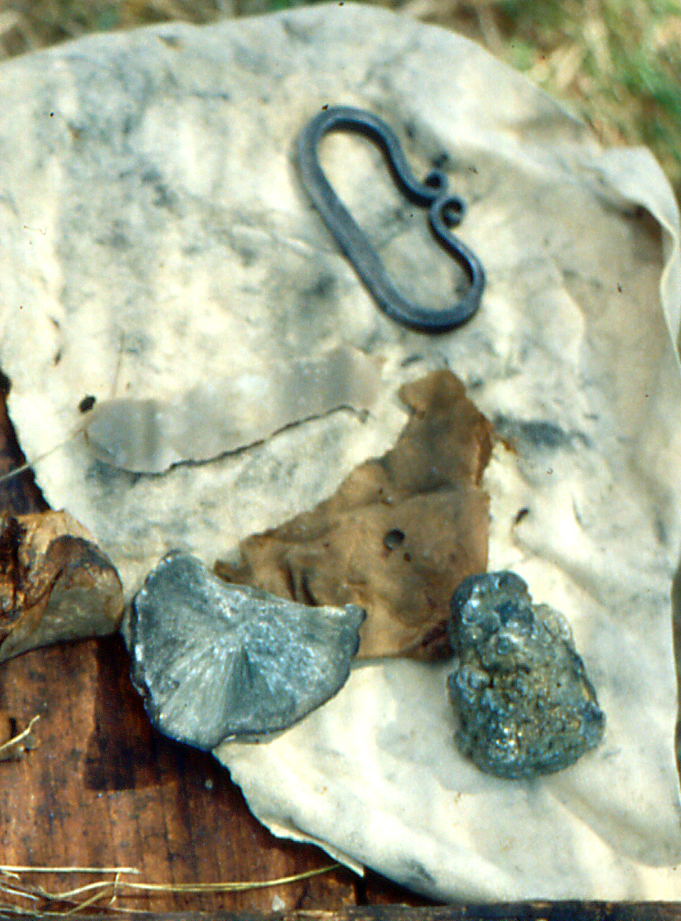
Schlagfeuerzeug mit Feuerschwamm

Der Feuerschwamm (auch Zunderschwamm oder Zündschwamm) ist ein rehbrauner, filziger Zunder, der aus der Trama einiger Pilze hergestellt wird. Bis Anfang des 19. Jahrhunderts hatte er große Bedeutung bei der Feuererzeugung in Haushalten.

## Herstellung

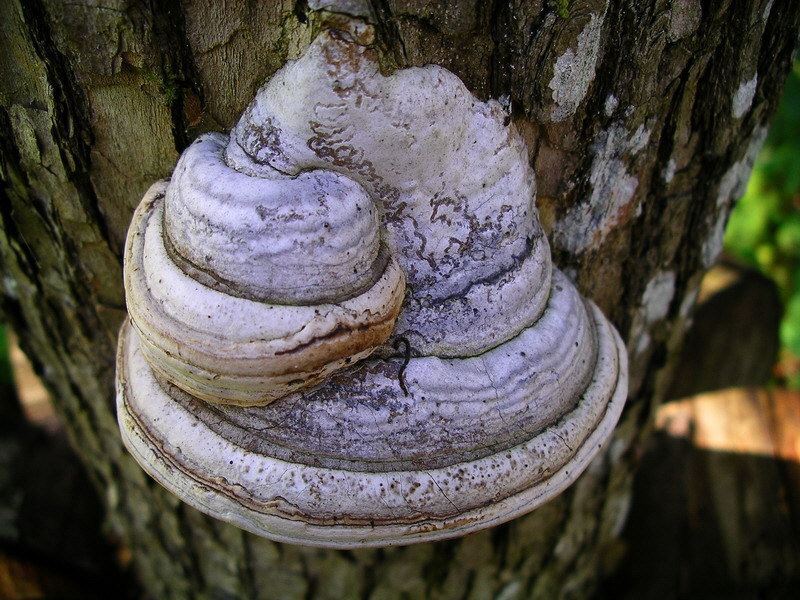
Zunderschwamm (Fomes fomentarius)

Am häufigsten werden Feuerschwämme aus der Pilzart Zunderschwamm (Fomes fomentarius) hergestellt. Ebenso wurden auch die Arten Gemeiner Feuerschwamm (Phellinus igniarius) und Eichen-Wirrling (Daedalea quercina) verwendet. Der Gemeine Feuerschwamm, der an Weiden wächst, ergibt allerdings einen qualitativ minderwertigen Zunder.
Zur Herstellung wird der harte Pilz vom Baum gestoßen. Die Trama wird von der Rinde und dem restlichen Körper befreit und weichgeklopft. Anschließend wird er in Ätzlauge gekocht. Dies geschieht in Gruben, die man Schicht um Schicht mit dem Pilz und Holzasche auffüllt und mit heißem Wasser begießt. So wird er drei Wochen lang fermentiert. Anschließend wird er getrocknet und wieder weichgeklopft. Der so entstandene Feuerschwamm ist gelb bis braun. Er wird abschließend mit Rinde der Schwarz-Erle und Eisenwasser oder Blauholzbrühe und Eisenvitriol schwarz gefärbt. Damit er den Funken besser fängt, taucht man ihn häufig noch in Salpeter- oder Bleiacetatlösung oder reibt ihn mit Schwarzpulver ein.
Der französische weiße Feuerschwamm wird mit Chlor gebleicht und ist durch Behandlung mit Kaliumchlorat leichter entzündlich. Ulm und Straßburg waren bekannt für hochwertige Feuerschwämme.

## Geschichte
Bereits im Neolithikum wurde die Trama einiger Pilzarten zu Zunder verarbeitet. So trug Ötzi mit Pyrit bestäubten Feuerschwamm aus Fomes fomentarius in seiner Gürteltasche. Weitere Exemplare fanden Archäologen etwa im Pfahlbau von Alvastra und in der Steinzeitsiedlung bei Ehrenstein. Die frühen Feuerzeuge enthielten neben dem Zunder ein Stück Feuerstein und eine Knolle Schwefelkies (Pyrit oder Markasit) zum Funkenschlagen. Feuerschwämme fangen den Funken besonders gut und glimmen lange. Das ist eine entscheidende Eigenschaft, denn Schwefelkies-Funken haben wenig Energie.
Durch hohe Nachfrage ging der Bestand an Zunderpilzen zurück, sodass Deutschland diese im 19. Jahrhundert aus Schweden, Ungarn und Slawonien importierte. Zu Beginn des 20. Jahrhunderts waren die Pilze in deutschen Wäldern fast ausgerottet und es gab nur noch wenige Personen in Deutschland, die den Beruf des „Zundelmachers“ ausübten. Aufgrund besserer Methoden der Feuererzeugung war die Nachfrage allerdings auch stark zurückgegangen.
Der heutige Bestand an Zunderpilzen ist geringer als in der Vergangenheit, da der parasitäre Pilz nur alte und durch Krankheit geschwächte Bäume befällt.